# Georgisch basketbalteam (mannen)
Het Georgisch nationaal basketbalteam is een team van basketballers dat Georgië vertegenwoordigt in internationale wedstrijden. Het team heeft zich tot op heden vier keer gekwalificeerd voor Eurobasket, maar nog nooit voor het Wereldkampioenschap basketbal of het basketbalonderdeel van de Olympische Zomerspelen. 
Voorbeelden van bekende Georgische internationals zijn Vladimir Stepania, Nikoloz Tskitisjvili, Zaza Patsjoelia en Jake Tsakalidis. Deze spelers kwamen jarenlang in de Verenigde Staten uit voor teams in de NBA.

## Eurobasket
- Eurobasket 2011: 11e
- Eurobasket 2013: 17e
- Eurobasket 2015: 9e
- Eurobasket 2017: 17e